# ACME Newspictures
ACME Newspictures était l'agence de reportages photos de l'agence de presse United Press International, dont l'activité est de constituer un stock de photographies pour la presse quotidienne de nombreux États américains.

## Histoire
Dès les années 1930, ACME Newspictures, basée à New York et créé en 1925 par William Scripps, fournit des photographies d'actualité à plus de 100 journaux américains.
En 1935, UP devient la première agence de presse à mettre l'accent sur les chaînes de radio puis en 1945, elle crée son service des sports, gros consommateur de photos. En janvier 1952, c'est la fusion de son réseau de reporters photos avec celui d'Acme Newspictures, opération complétée en 1954 par une autre fusion, avec les services photos de l'agence du groupe Hearst, International News Service (INS). Ces deux opérations consécutives préfigurent la fusion complète entre tous les services (textes et photos) des deux agences, en 1958, pour donner naissance à United Press International.
Lors de la guerre du Viêt Nam, UPI est en lutte avec sa rivale avec Associated Press pour la couverture en images. Pendant huit années consécutives, les deux agences se partagent systématiquement la victoire lors de la remise du Prix Pulitzer, section photo:1965 : Horst Faas (Associated Press)
1966 : Kyōichi Sawada (United Press International)
1968 : Toshio Sakai (United Press International)
1969 : Eddie Adams (Associated Press)
1972 : David Hume Kennerly (United Press International)
1973 : Nick Ut (Associated Press)
Le fonds entier de photographies de United Press International, incluant celui d'Acme Newspictures, avec ses millions de clichés, a été cédé en 1985, afin de désendetter United Press International, aux Archives Bettmann, qui regroupent aussi les archives photos des journaux Pacific and Atlantic, New York Daily Mirror, et l'Underwood and Underwood. 11 millions de photos de UPI est alors jugée une décision "stupide" par Ted Majewski, qui était alors rédacteur en chef photo de UPI, et qui doit laisser alors laisser sa place à Charlie McCarty.
Les Archives Bettmann seront revendues en bloc, dix ans plus tard, en 1995, à Corbis, la société du milliardaire américain Bill Gates.